# Indoxysticus minutus
Espèce
Synonymes
- Xysticus minutus Tikader, 1960

Indoxysticus minutus est une espèce d'araignées aranéomorphes de la famille des Thomisidae.

## Distribution
Cette espèce se rencontre en Inde et au Sri Lanka.

## Description
La femelle holotype mesure 2,20 mm.
Le mâle décrit par Benjamin et Jaleel en 2010 mesure 2,1 mm et la femelle 3,5 mm.

## Publication originale
- Tikader, 1960 : On some new species of spiders (Arachnida) of the family Thomisidae from India. Journal of the Bombay Natural History Society, vol. 57, p. 173-183 (texte intégral).